# Echesortu

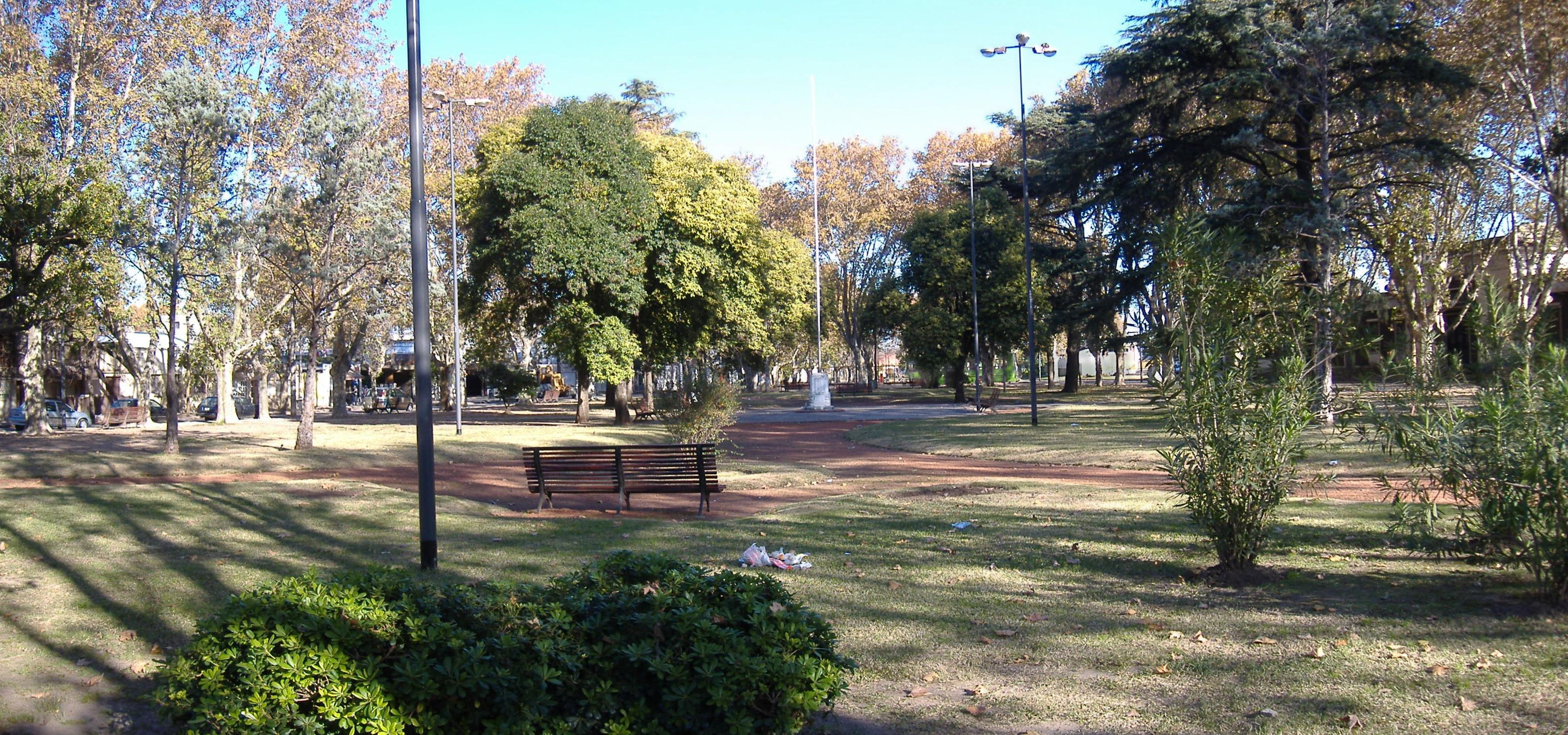
Plaza Ciro Echesortu, calles Paraná y 9 de Julio

 Echesortu es un barrio situado en el centro geográfico de la ciudad de Rosario (provincia de Santa Fe, Argentina). 
Desde el punto de vista catastral el barrio recuperó su identidad original Echesortu, desde diciembre del año 2022, antes se denominaba Remedios Escalada de San Martín (desde 1950), pero ha prevalecido la denominación popular en virtud de su historia, ligada a los loteos de la empresa "Echesortu Casas" creada por Ciro Echesortu y Casiano Casas , como una simplificación quedó solo Echesortu.
Ya en 1910 se le había cambiado el nombre por Alberti hasta que en 1927 el Colegio de Escribanos sugiere restituirle el nombre original (Echesortu) para evitar confusiones con el barrio Alberdi. 
Echesortu no tiene fundador, su denominación fue espontánea. surgida de los primeros moradores de la zona, y se mantiene a pesar de todas las imposiciones.
Echesortu significa en euskera (idioma vasco) “la casa del huerto”.
Casiano Casas nace en Villa Nueva (Córdoba) en 1850 y muere en 1925. El apellido original era "De las Casas" y mutó a "Casas", vivían en Villa María Córdoba, la familia llegó a Argentina para la fundación de Córdoba con Don Jerónimo Luis de Cabrera y Toledo (1528-1574).Hijo de Melitón de las Casas y Juana Casas López, esposo de Adela Echesortu (1866-1953), padre de : Alfredo Andrés, Mario Eugenio, Oscar Pedro, María Adela, Casiano Héctor, Juan Carlos, Raúl José, María Esther y Emma.
Ciro Echesortu nace en Plencia, localidad próxima Bilbao (28 km) en 1852 y fallece en 1921. Hijo de Lázaro Echesortu  (1825-1912) y Felicia de Arana (1832-1910), esposo de María Hortensia Larrechea (1852-1922) y padre de María Hortensia, Sara Felisa, Emma, María Luisa, Ciro, Ernesto y Luis Pedro.
Casiano viene a Rosario por un par de tíos ya asentados.
Casiano y Ciro se conocen en un antigua empresa "Tietjen & Casas" donde casualmente empiezan a trabajar juntos.
La empatía los llevó a tramar posibles negocios, el primer emprendimiento en conjunto fue una distribuidora de productos alimenticios (aún se conserva el primer libro de comercio), ventas al menudeo.
Luego pasaron al rubro Almacén de Ramos Generales -desde comida hasta artículos para botes o barcos, ropa, relojes, faroles, etc..-Un hecho lo cambió todo : se libera la entrada de mercancías en el puerto de Rosario, eso facilitó las importaciones en un sitio sin ninguna producción.
En 9 de mayo de 1876 constituyen una gran sociedad que influiría en la historia no solo de la ciudad,,también del país.

## Límites
- Al oeste, las vías que separan Paraná de Felipe Moré (Ferrocarril General Belgrano),
- al este, la avenida Francia (antes era el antiguo trazado de las vías del Ferrocarril General Mitre que corría 50 m paralelas a Vera Mujica hacia el oeste),
- al norte, la calle Córdoba / Eva Perón y
- al sur, la avenida Pellegrini.

Las calles del barrio están distribuidas en damero. Las principales vías de circulación de automotores son: calle Mendoza; Av. Eva Perón (que desde Bv. Avellaneda hacia el este se convierte en Av. Córdoba) y el Bulevar Avellaneda.
A menudo se considera que este barrio tiene su centro en la intersección de Bulevar Avellaneda y Mendoza (conocido popularmente como el corazón de Echesortu), a partir de la cual se despliega un área comercial a lo largo de diez cuadras llamada formalmente Paseo Echesortu. Cabe destacar que la calle Mendoza (en antaño era conocida como "la calle del mercado" porque unía al pueblo Funes con los mercados del Centro) tiene mucha actividad comercial desde Paraná hasta  Av Francia.

## Historia
El barrio es uno de los más tradicionales de la ciudad. Lleva su nombre en honor a Ciro Echesortu, antiguo propietario de las tierras (junto con Casiano Casas, su socio y cuñado) que posteriormente se lotearon para construir viviendas.
Su historia comienza alrededor del año 1880 cuando Echesortu-Casas adquieren la mayoría de los terrenos de la zona, Luego se suman otros terratenientes como Domingo Arrillaga, Daniel Infante y Santiago Buratovich, propietarios de terrenos que completaban la zona, entonces rural, los subdividen para la venta en lotes.  
Se crean, así, los siguientes antiguos barrios: 
- Arrillaga; delimitado por las calles Córdoba, San Nicolás, San Luis y Lima. Su nombre fue impuesto por la sociedad "La Inmoviliaria Rosarina"(sic) como un homenaje a Domingo de Arrillaga, originario propietario de la totalidad de la fracción.
- La Victoria llamado así en homenaje a la esposa del Mayor Buratovich (Victoria Ansaldi), Mendoza y Constitución hacia el sudeste con centro en la plaza hoy conocida como Buratovich.
- La República de Lima hacia el oeste, segundo emprendimiento de "Echesortu-Casas" no homologado oficialmente como barrio por ser considerado parte de Echesortu, mantiene el nombre de una empresa en extinción adquirida por Ciro y Casiano.
- Echesortu, comprendía el perímetro irregular delimitado por calles Córdoba, las vías del FCCA, Mendoza, y la calle Constitución, la Av Pellegrini, Lima hasta San Luis, u de ésta hasta San Nicolás. Originalmente las denominaciones apuntadas no fueron oficiales, solo eran aplicadas por los propietarios de los terrenos.

De este último derivaría el nombre genérico de toda la barriada. El trazado de Echesortu era irregular y fue creciendo con el tiempo, extendiéndose hacia el oeste hasta las vías que separan Paraná de Felipe More.
El primer gran edificio del barrio fue construido (1886) por Victor Tenác por encargo de Carlos y Eduardo Jewell, llamado las "Ten houses Jewell", frente a el se erigió la primera estación de trenes. En 1889, los hermanos Jewell donan el terreno contiguo como campo de deportes del Rosario Cricket Club (uno de los clubes más antiguos del país, 1867) que pasa a llamarse C.A.R Club Atlético del Rosario luego conocido como Plaza Jewell. Esta entidad fue muy importante, en ella entraron todos los deportes más populares, el fútbol, el tenis, el rugby, la natación, el jockey, etc...Claudio Lorenzo Newell (otro vecino del barrio, hijo de Isaac, y fundador de N.O.B.) y Colin Calder (un escocés fundador de Rosario Central) eran amigos y jugaban al cricket en Plaza. El primer clásico rosarino de la era no profesional (1905) se juega puertas adentro de la mencionada institución. La leyenda de "leprosos" y "canallas" también surge en el barrio por una colecta del Hospital Carrasco para obtener fondos para Patronato de Leprosos. El primer partido de tenis se juega en Echesortu, 13 años antes que se fundara el Lawn Tenis en Bs As, la dinastía Knight fue precursora en ese deporte.
La presencia del ferrocarril, y la posterior habilitación de varias líneas de tranvías posibilitaron un rápido y próspero desarrollo, ya que fue poblado en gran parte por vecinos que se desempeñaban laboralmente en los medios de transporte mencionados. En las primeras décadas del siglo XX, como trasladarse al Centro de la ciudad no era sencillo, el barrio experimentó la generación espontánea de un importante centro comercial cuya gravitación alcanza hasta hoy día. "Echesortu-Casas" adquiere el Tramway del Oeste, delegando su conducción a Aneto Echesortu (hermano de Ciro) que fallece en 1899. A partir de 1906,el Tramway (Tranvía) pasa de tracción a sangre a ser eléctrico.
Alfonsina Storni Martignoni (1892-1938) y su hermana María Ana Storni Martignoni (1887-1974) , vivieron en Echesortu, existen dos placas recordándolas. La primera en Constitución y Mendoza, donde Alfonso Storni instala el café Suizo (1900), y la segunda en Avellaneda 941 hogar de su hermana.
En el barrio moraron en sus primeros años la actriz Libertad Lamarque, Emilia Bertolé, Carlos Enrique Uriarte, Erminio Blotta, las vedettes y actrices Norma Pons y Mimí Pons, el modelo y actor Christian Sancho.
En Echesortu, más precisamente en la esquina del Bv. Avellaneda y calle Mendoza, se encontraba hasta julio de 2010 el Café y Bar “La Capilla”, último “café japonés” sobreviviente en Rosario.

## Lugares y establecimientos destacados
En 9 de Julio y Paraná se encuentra la estación Rosario Oeste, que fue construida en 1946. Frente a ella está la plaza Ciro Echesortu.

### Escuelas
- Escuela Provincial N.º 67 “Juan E. Pestalozzi”, fundada en 1921, el edificio es de 1928 y se llamó “Gobernador Aldao”, nombre que todavía conserva grabado en su frontispicio.
- Escuela Provincial N.º 98 “Estanislao Zeballos”, fundada en 1893 es la más antigua del barrio. Desde 1944 ocupa la antigua "Mansión de los Rosetti".
- Escuela N°90 “Franklin D. Roosevelt”, ocupa la que era casa de fin de semana del Dr. Daniel Infante (intendente de Rosario 1912-1913). A partir de 2021, tras una consulta a la comunidad y con aval del Ministerio de Educación, cambió su nombre a María  Remedios del Valle.[2]
- Escuela de Enseñanza Primaria Nº16 y Media Nº8099 "San Francisco Solano"
- Escuela de Enseñanza Primaria y Media "San Miguel Arcángel",Zeballos 3500/3570
- Colegio San Miguel Arcángel, San Nicolás 1455
- Escuela Primaria N.º 525 "Dr. José C. Paz"
- Escuela Primaria N.º 150 "Cristóbal Colón"
- Escuela Primaria Nª 115 "Provincia de Salta"
- Escuela Primaria N.º 109  "Juan Chassaing"
- Escuela Estatal N.º 543, Rioja 4100-4148
- Escuela Particular Incorporada N.º 1324 "Príncipe de Paz"
- Centro de Formación Profesional N°2, Crespo 847
- U.C.A. Universidad, Pellegrini 3314

### Iglesias
- Iglesia Cristiana Evangélica "Cristo Vive"[3]
- Iglesia Bautista Echesortu[4][5]
- Parroquia "San Francisco Solano"
- Parroquia "San Miguel Arcángel"
- Iglesia De Jesucristo De Los Santos De los Últimos Días, San Juan 3330

### Parques y Plazas
- Parque Presidente J.D. Perón - Centro de Convenciones Patio de la Madera
- Plaza Buratovich
- Plaza Ciro Echesortu
- Plaza Constancio C. Vigil
- Plaza Charlone
- Plaza Pupich

## Transportes
Las líneas de colectivos que atraviesan este barrio son muchas: 122 y 138.
Es muy importante como zona de trasbordo de pasajeros, puesto que pasan por ella numerosas líneas de colectivos, además de estar localizadas allí una estación terminal de tren (Rosario Oeste del FCGMB) y en las proximidades está la Estación Terminal de Ómnibus.

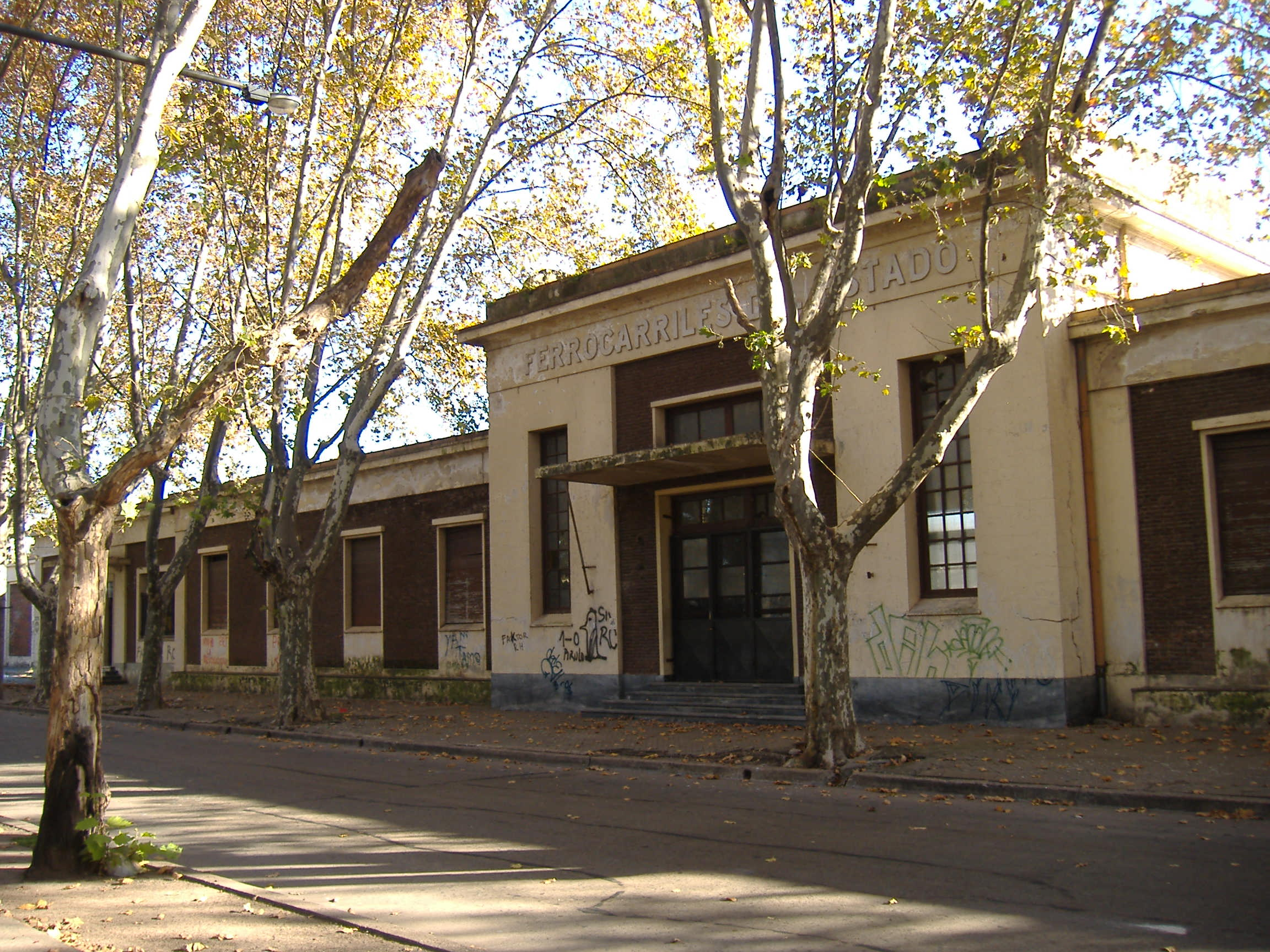
La Estación Rosario Oeste (actualmente en desuso) era un importante centro de arribo y partida de pasajeros

### Otros
- Estación del Ferrocarril General Belgrano Rosario Oeste (actualmente en desuso)
- Hospital Municipal Policlínico Intendente Carrasco (ex Leprosario)
- Biblioteca Municipal J.M. Estrada
- Café Bar La Capilla (desaparecido)
- Cine - Teatro Palace Echesortu, más tarde discoteca Space (desaparecidos ambos)
- Asociación de Comerciantes e Industriales de la Sección Octava” (A.C.I.S.O.)
- C.A.R. Club Atlético del Rosario (Plaza Jewell)
- Centro Progresista
- Echesortu Fútbol Club (E.F.C.)
- A.S.C. Atlantic Sportsmen Club
- Club Atlético y Social Unión y Progreso
- Club El Luchador
- Club Social y Deportivo Federal
- Club Sportivo Servando Bayo
- Club Atlético y Social Juventud Unida
- Club Cultural y Social El Cóndor
- Club Racing Rosario
- Barrio Echesortu: fotos històricas, documentos y personajes. https://www.facebook.com/groups/38242637481/
- Pueblo Echesortu. https://www.instagram.com/puebloechesortu/?hl=es-la,
- https://www.youtube.com/channel/UC0i1XfRQJa-U8ufWAOL20og
- Echesortu Social. https://www.facebook.com/groups/451598045460804